# Castellammare o Loggia

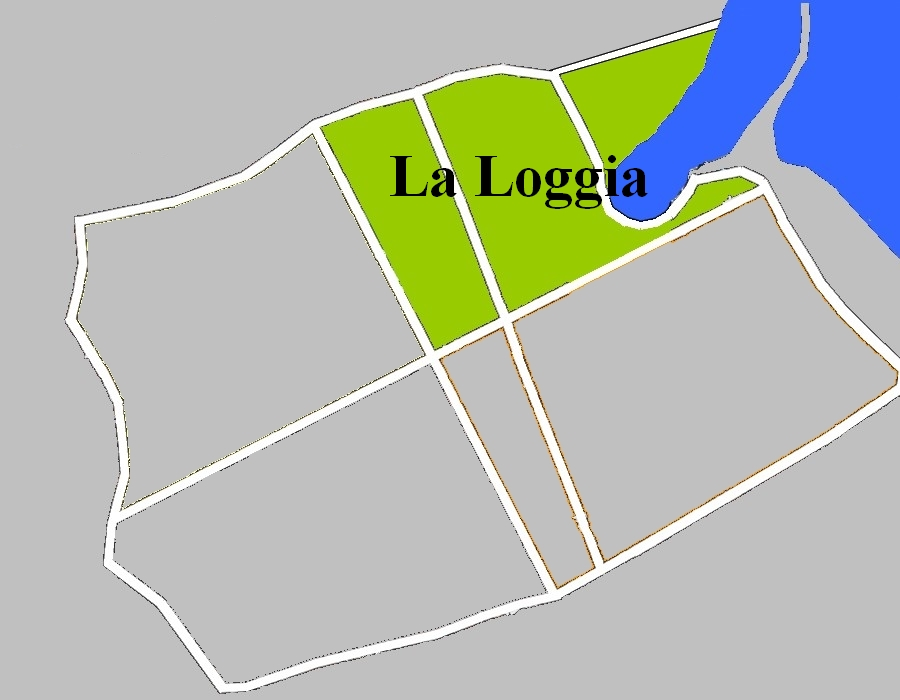
Il rione all'interno del centro storico.

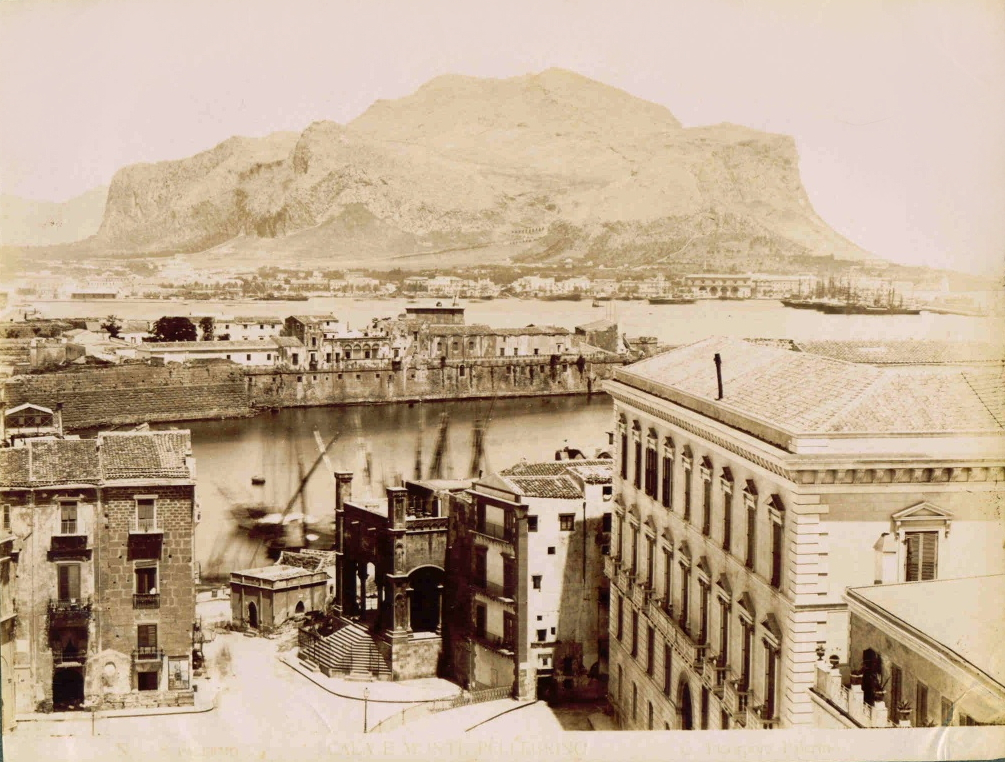
La zona in una foto del 1861

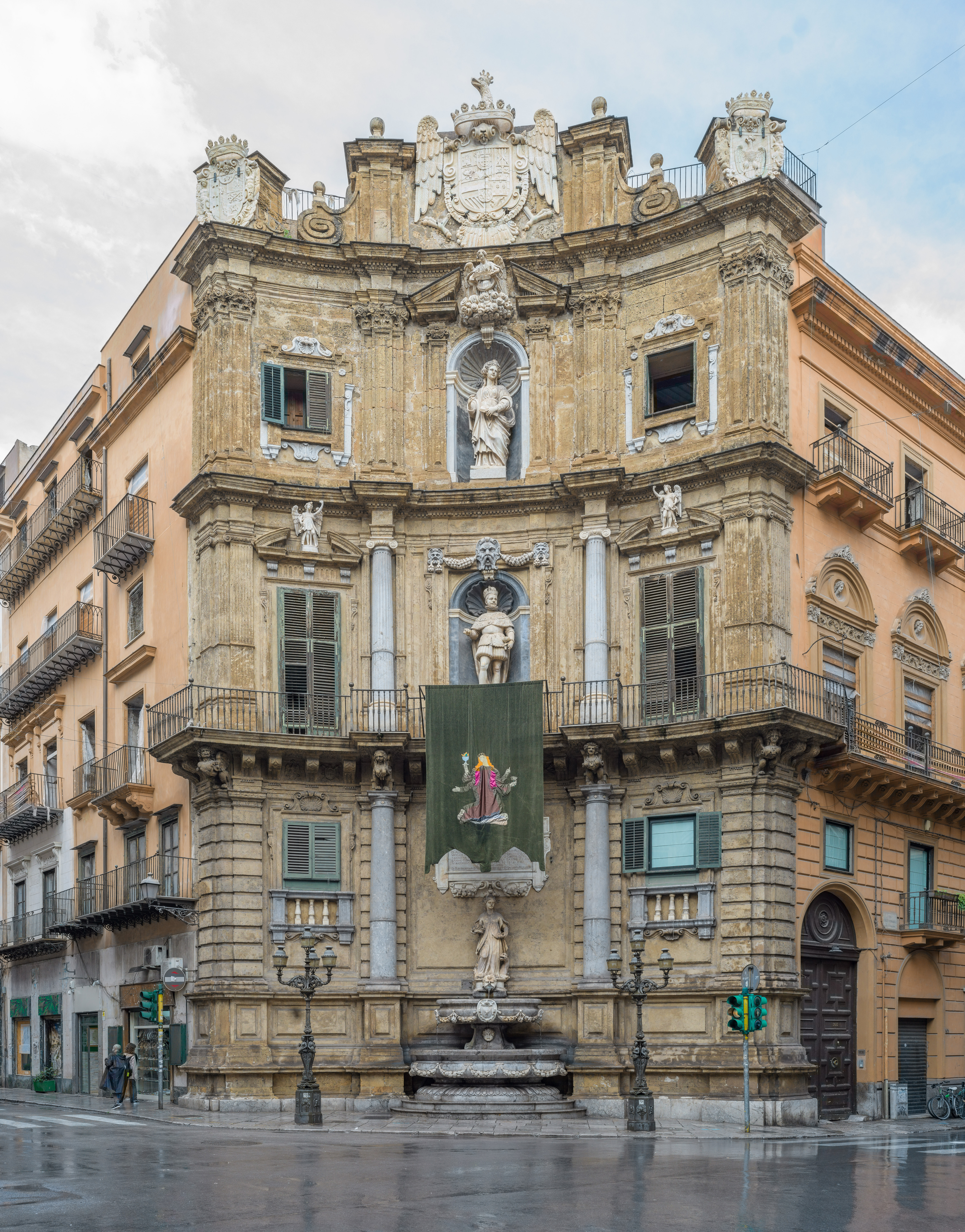
Palazzo sul lato NNE dei Quattro Canti nell'angolo SO del quartiere Loggia

Castellammare o anche Loggia è la quarta unità di primo livello di Palermo.
È situata nel centro storico della città ed è uno dei quattro rioni storici (o mandamenti); fa parte della I Circoscrizione.
Al suo interno troviamo uno dei mercati storici più famosi della città, la Vucciria.

## Confini
Esso è delimitato da:
- Via Maqueda;
- Via Vittorio Emanuele;
- Via Cavour;
- Via Crispi.

## Toponomastica
Il suo nome deriva dalla presenza del Castello a Mare, di epoca incerta, che venne fortemente danneggiato durante l'insurrezione di Palermo del 1860 e definitivamente demolito nel 1923.

## Monumenti
Chiese
- Chiesa del San Domenico
- Chiesa di Santa Maria di Valverde

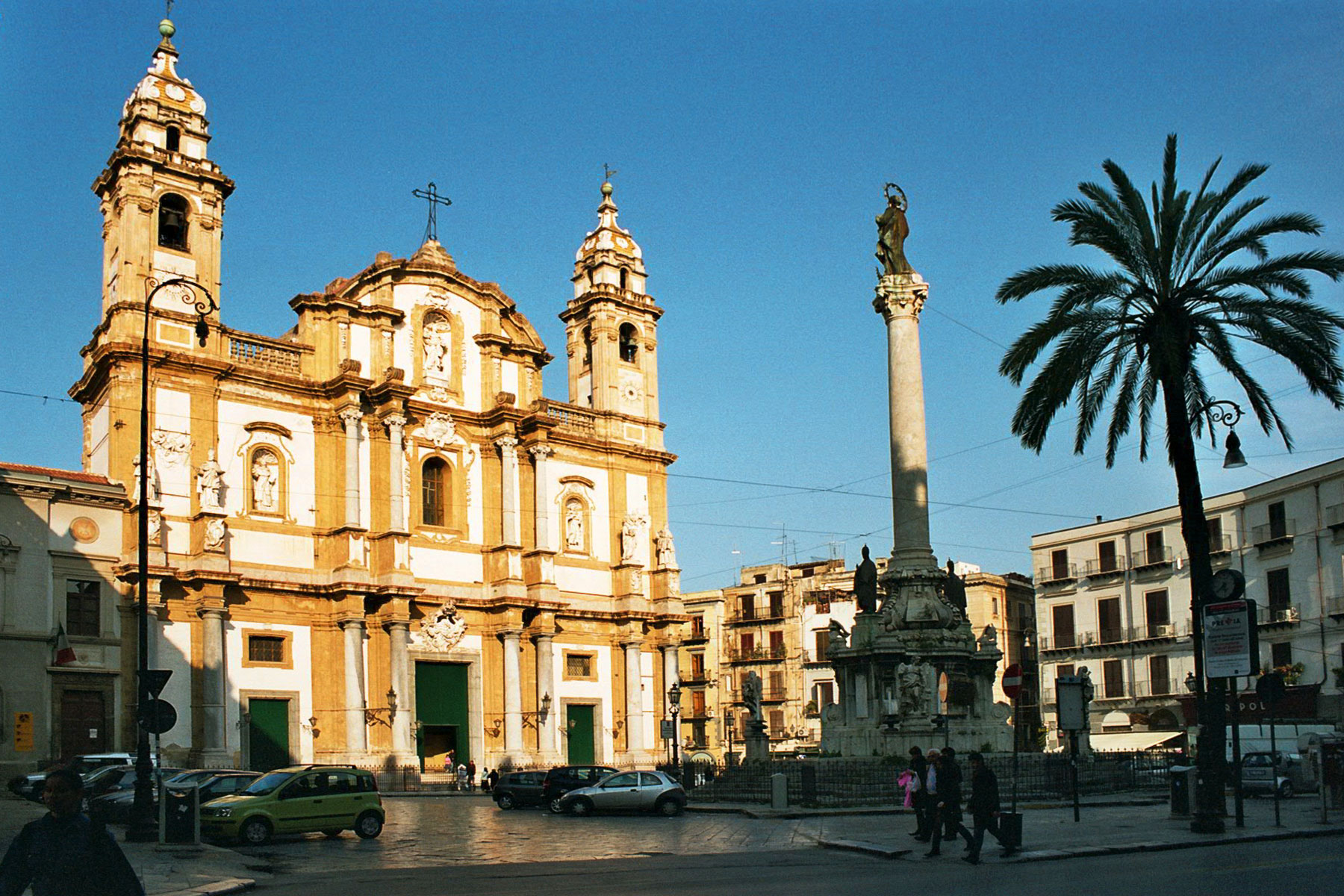
La Chiesa di San Domenico.

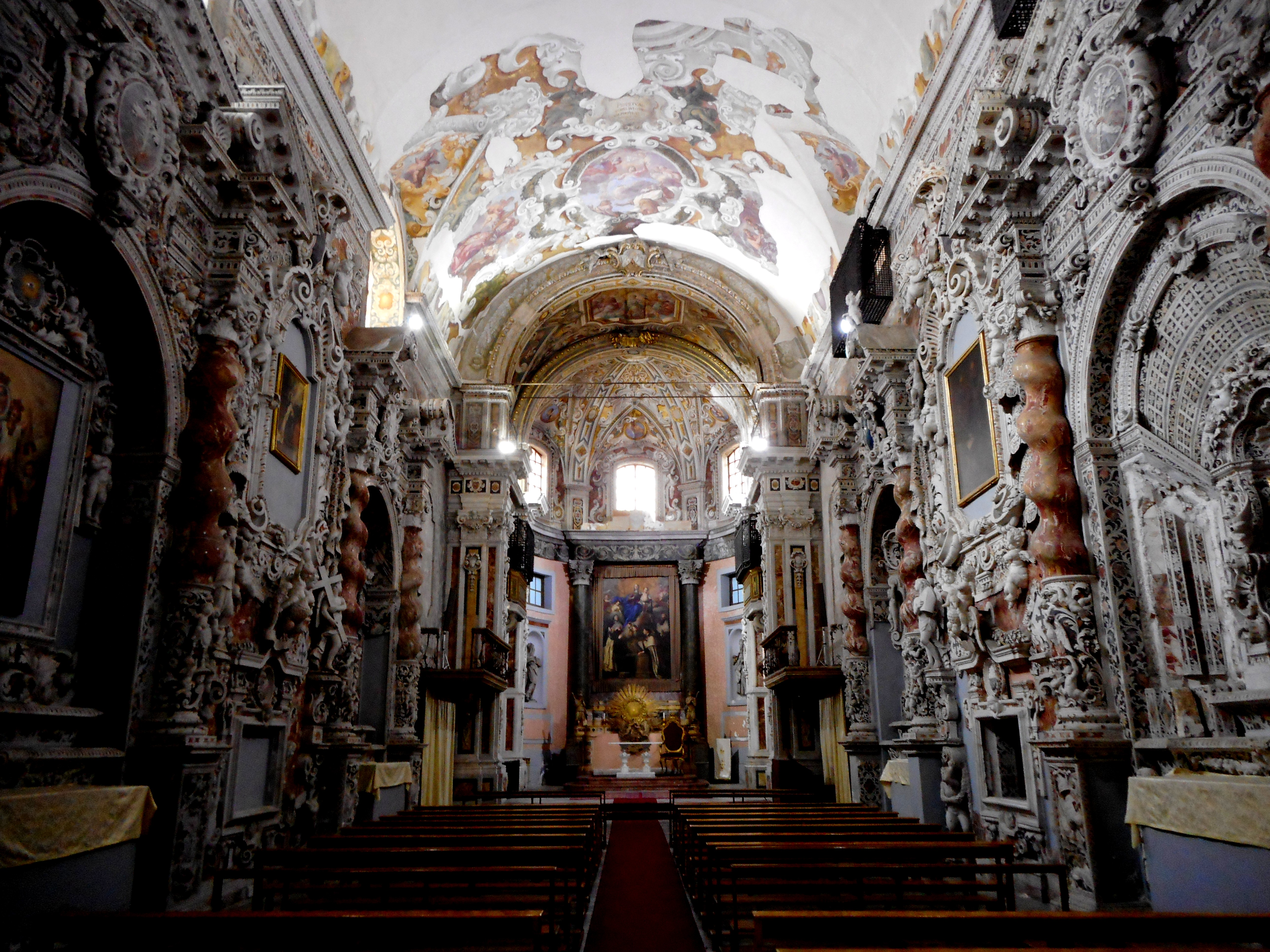
La Chiesa di Santa Maria di Valverde.

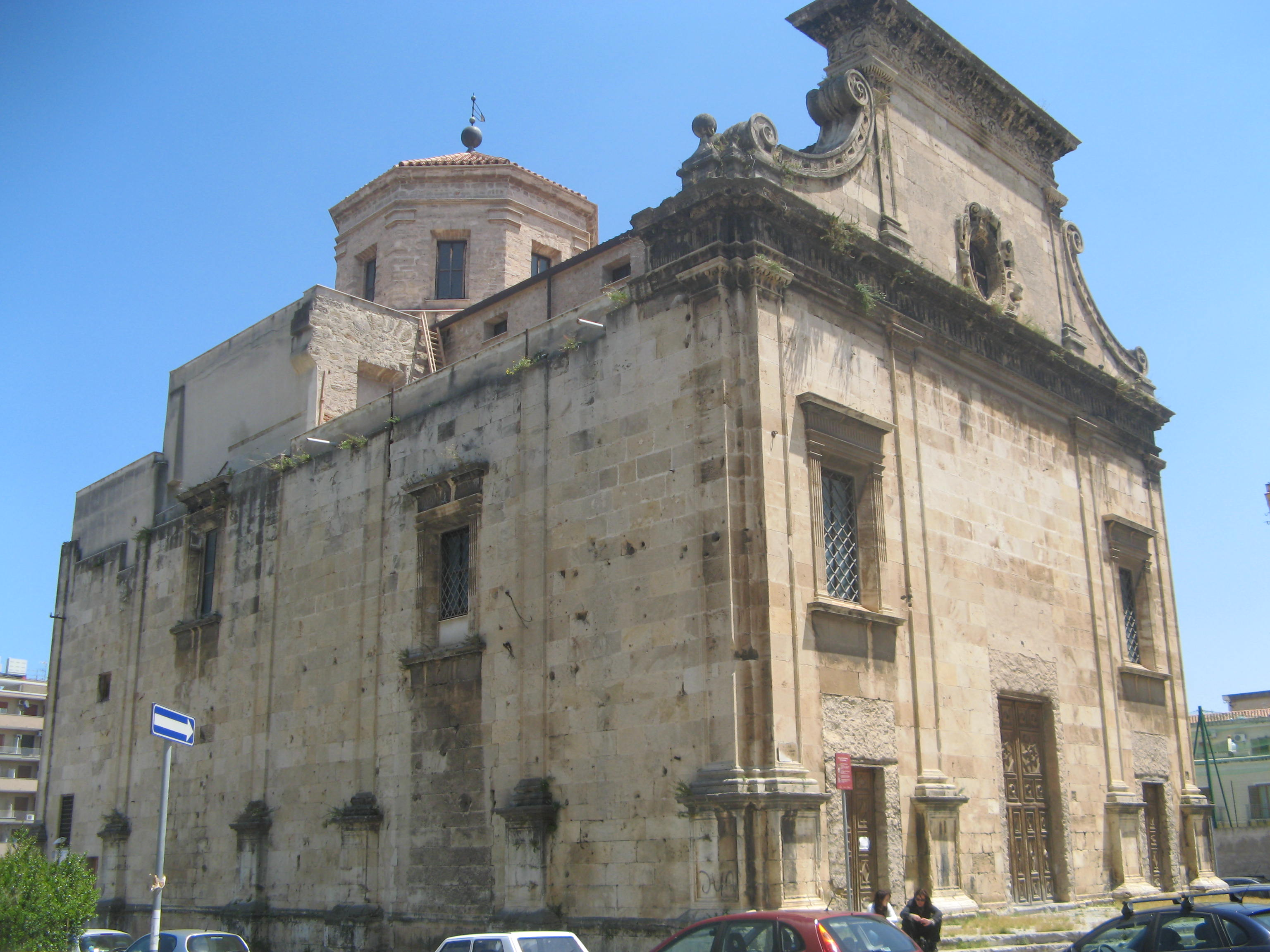
La Chiesa di San Giorgio dei Genovesi.

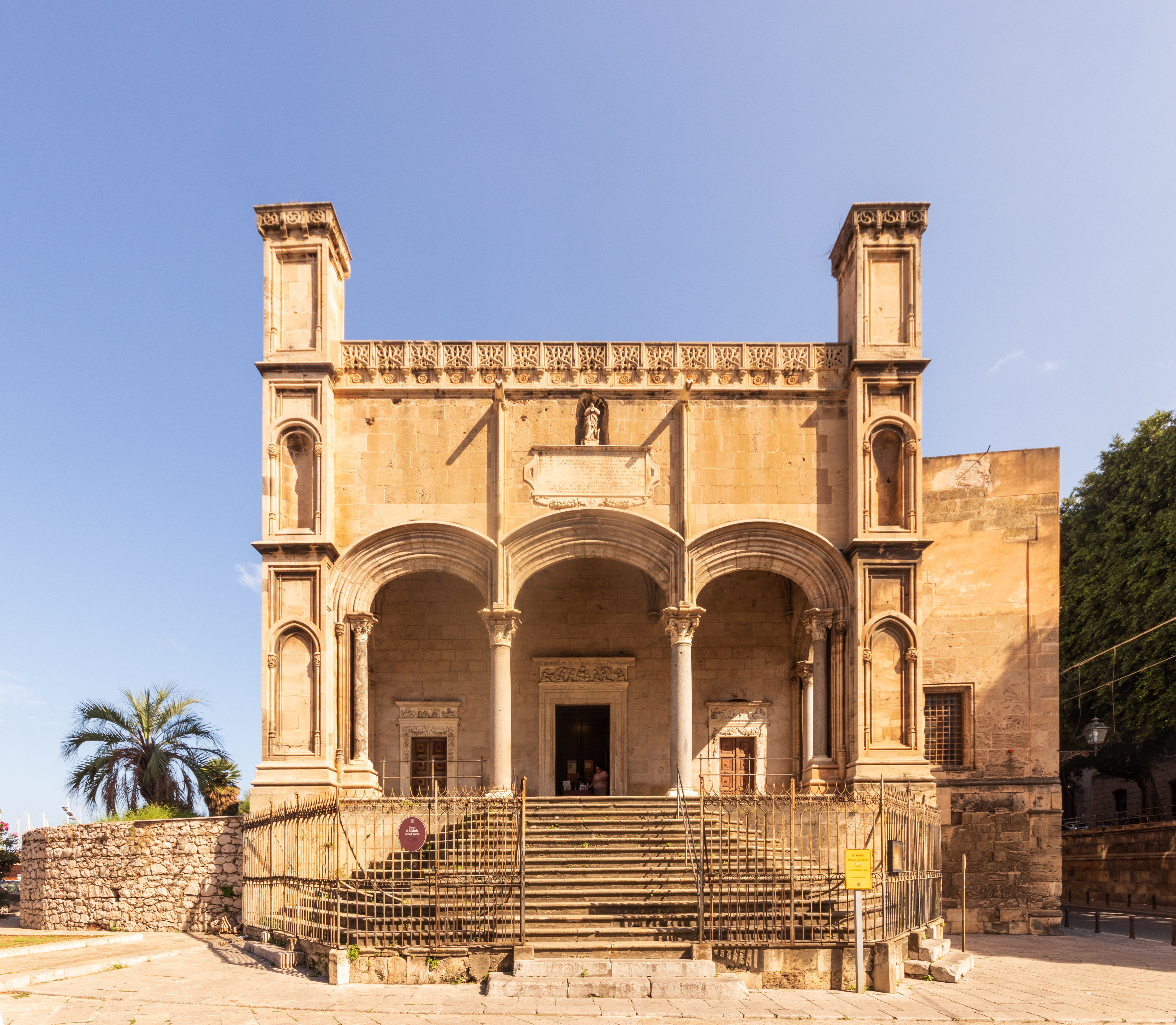
La Chiesa di Santa Maria della Catena.

- Chiesa di Santa Cita o Chiesa di San Mamiliano
- Chiesa di San Giorgio dei Genovesi
- Chiesa di Sant'Ignazio all'Olivella
- Chiesa di Santa Maria del Piliere o degli Angelini
- Chiesa di San Gioacchino
- Chiesa della Madonna del Soccorso
- Chiesa dell'Annunziata a Porta San Giorgio
- Chiesa della Madonna del Lume ai Cassari
- Chiesa di San Matteo al Cassaro
- Chiesa di Sant'Eulalia dei Catalani
- Chiesa di Santa Maria la Nova
- Chiesa della Compagnia di Santa Maria degli Angeli
- Chiesa di Santa Maria della Catena
- Chiesa di Santa Maria di Porto Salvo
- Chiesa di Santa Sofia dei Tavernieri
- Chiesa di Sant'Andrea Apostolo degli Aromatai o degli Amalfitani
- Chiesa di Sant'Antonio Abate

Oratori
- Oratorio di Santa Caterina d'Alessandria all'Olivella
- Oratorio di San Filippo Neri presso la chiesa di Sant'Ignazio all'Olivella
- Oratorio dei Padri Filippini all'Olivella
- Oratorio dei Miseremini in San Matteo al Cassaro
- Oratorio del Santissimo Rosario in Santa Cita
- Oratorio del Santissimo Rosario in San Domenico

Mercati
- Vucciria, mercato storico rionale

Castelli
- Castello a Mare

Monumenti a tutto tondo
- Colonna dell'Immacolata
- Loggiato San Bartolomeo

Fontane
- Fontana della Doganella
- Fontana del Garraffello
- Genio del Garraffo

Porti
- La Cala

Musei
- Museo archeologico regionale «Antonino Salinas»

Palazzi
- Palazzo Alliata di Pietratagliata
- Palazzo Branciforte
- Palazzo Moncada di Paternò
- Palazzo delle Poste

Porte ed archi
- Porta San Giorgio
- Porta Carbone
- Porta della Calcina
- Porta della Dogana

Via
- Via Roma

Teatri
- Teatro Biondo